# 德島縣立城南高等學校
德島縣立城南高等學校（日语：／ Tokushima kenritsu jōnan kōtō gakkō）是位於日本德岛县德岛市城南町地區的公立高等學校。

## 歷史
學校的前身可以追溯至1875年成立的「名東縣師範學校附屬變則中學校」，1876年隨著名東縣的廢除，在改隸屬高知縣後更名為「高知縣師範學校分校附屬變則中學校」，此後又配合師範學校的組織調整陸續使用「高知縣師範學校德島支校附屬變則中學校」、「高知縣德島師範學校附屬變則中學校」的名稱，最後在1878年自師範學校獨立出來成為「德島中學校」。
1893年配合《中學校令》改設為「德島縣尋常中學校」，1896年一度在脇町（位於現在的美馬市）及富岡町（位於現在的阿南市）設立脇町分校及富岡分校，不過在1899年配合《中學校令》的修正更名為「德島縣德島中學校」時，兩間分校也分別獨立設置為德島縣脇町中學校及德島縣富岡中學校。1901年再將名稱調整為「德島縣立德島中學校」，1933年遷移至現址。
1948年配合日本的學制改革，改設為「德島縣德島第一高等學校」，1949年配合德島縣內的高等學校調整，更名為「德島縣城南高等學校」，並開始招收女姓學生，1956年再更名為現在的「德島縣立城南高等学學校」。